# Pyrinia divalis
Pyrinia divalis är en fjärilsart som beskrevs av Druce 1898. Pyrinia divalis ingår i släktet Pyrinia och familjen mätare. Inga underarter finns listade.